# Bergtatt - Et Eeventyr i 5 Capitler
Albums de Ulver
Vargnatt Kveldssanger
(1996)
Bergtatt - Et Eeventyr i 5 Capitler est le premier album du groupe de metal avant-gardiste norvégien Ulver, sorti en 1995
C'est essentiellement un album de black metal, comportant cependant de nombreux passages en chant clair, ainsi que des passages acoustiques. Cette originalité permit à l'époque au groupe de se démarquer du reste de la scène black metal norvégienne et posa les bases de son statut de groupe avant-gardiste. Cet album est également le premier de l'ensemble que l'on appelle la « trilogie black metal » au sein de la discographie du groupe Ulver.
Ulver signifie "Loups" en Norvégien, et le titre signifie "Envoûté - Un conte en 5 chapitres".

## Liste des titres
Tous les morceaux ont été composés par Ulver.
| No | Titre                                    | Durée |
| -- | ---------------------------------------- | ----- |
| 1. | Capitel I: I Troldskog faren vild        | 7:51  |
| 2. | Capitel II: Soelen gaaer bag Aase need   | 6:34  |
| 3. | Capitel III: Graablick blev hun vaer     | 7:45  |
| 4. | Capitel IV: Een Stemme locker            | 4:01  |
| 5. | Capitel V: Bergtatt - ind i Fjeldkamrene | 8:06  |

## Musiciens
- Garm (Kristoffer Rygg) : chant
- Håvard Jørgensen : guitare
- Aismal (Torbjørn Pedersen) : guitare
- Skoll (Hugh Steven James Mingay) : basse
- AiwairikiaR (Erik Oliver Lancelot) : batterie
- Steinar Sverd Johnsen : claviers
- Lill Kathrine Stensrud : voix féminine, flûte

## Autres crédits
- Kristian Romsøe : coproducteur, enregistrement, mixage
- Craig Morris : mastering
- Tanya "Nacht" Stene : illustration de la pochette